# جون ك. فالنتاين
جون ك. فالنتاين (بالإنجليزية: John K. Valentine)‏ هو محامي وسياسي أمريكي، ولد في 3 فبراير 1904 في أوسكلوسا في الولايات المتحدة، وتوفي في 12 أكتوبر 1950. حزبياً، نشط في الحزب الديمقراطي. وقد انتخب عضو مجلس ولاية آيوا.